# بيتر دين
بيتر دين (بالإنجليزية: Peter Dean)‏ هو متسابق يخت أمريكي، ولد في 6 مارس 1951 في بوسطن في الولايات المتحدة.

## وصلات خارجية
- بيتر دين على موقع الاتحاد الدولي للملاحة الشراعية (موقع جديد) (الإنجليزية)
- بيتر دين على موقع الاتحاد الدولي للملاحة الشراعية (موقع قديم) (الإنجليزية)
- بيتر دين على موقع اللجنة الأولمبية الدولية (الإنجليزية)
- بيتر دين على موقع أوليمبيديا (الإنجليزية)